# Grégoire Leclercq
Pour les articles homonymes, voir Leclercq.
Grégoire Leclercq, né le 3 février 1983 à Valence, est un syndicaliste, entrepreneur et auteur français.
Il est directeur général délégué du groupe EBP. Parallèlement à ses activités d'entrepreneur, il occupe le poste de président de la Fédération des auto-entrepreneurs depuis mars 2009.

## Activités syndicales

### Activités syndicales au sein de la FNAE
En mars 2009, Grégoire Leclercq crée la Fédération des auto-entrepreneurs, avec pour but de monter un mouvement d'accompagnement et de défense des créateurs installés sous ce nouveau régime.
Parmi ses sujets d'action figure notamment l'accompagnement des créateurs d'entreprise souvent peu outillés pour faire face aux enjeux juridiques, commerciaux, techniques, de communication ou de gestion d'une TPE. Il met en place une gamme de services pour les adhérents et s'efforce de brosser un état des lieux de l'autoentrepreneuriat en partant dans un tour de France en 2012. L'analyse qu'il livre sur l'accompagnement fait débat
Mais c'est surtout dans la défense du régime de l'autoentreprise qu'il veut engager la FNAE. Il est à ce titre régulièrement auditionné au Sénat et à l'Assemblée Nationale sur les enjeux de ce nouveau régime et sa place dans le paysage entrepreneurial. Dès janvier 2012, à l'approche des élections présidentielles, il publie un premier Livre Blanc dans lequel il invite les responsables politiques et notamment les candidats à l'élection présidentielle à s'inspirer du modèle "autoentrepreneur" pour l'élargir à toutes les entreprises individuelles. Il est ainsi régulièrement invité à prendre la parole dans la Presse pour promouvoir une simplification des démarches administratives, un allègement des charges des entreprises, et une plus grande flexibilité du travail. Il revient très largement sur le sujet de la protection sociale.
Il est réélu à la présidence de la FNAE le 4 novembre 2013 et le 22 janvier 2016.
A l'occasion des 10 ans du régime autoentrepreneur, il plaide pour un acte 2 qui améliore la protection sociale et revienne sur les critères de requalification en salariat de nombreux indépendants.

### L'épisode des Poussins
En septembre 2012, il commence un long cycle de rencontres avec le gouvernement Ayrault pour devancer les premières pistes de réforme en profondeur évoquées par Sylvia Pinel, alors ministre de l'Artisanat, du Commerce et du Tourisme. Entre avril et décembre 2013, il s'oppose longuement et fermement aux pistes de réforme du régime qu'il juge dignes d'un grand plan social. La tension monte très fortement entre "Les Poussins", vocable utilisé pour désigner les autoentrepreneurs, et le gouvernement, mais Sylvia Pinel dépose malgré tout un projet de Loi sans notion de seuils, ce qu'il dénonce comme une volonté d'empécher "un débat parlementaire honnête et clair sur les enjeux de cette réforme". À la suite de nombreux passages média, et à une forte mobilisation sur les réseaux sociaux, une porte de sortie est trouvée avec l'aide du député Laurent Grandguillaume, qui mène une commission de travail sur le sujet à l'Assemblée Nationale pendant 4 mois.
La réforme qui fait consensus est soutenue par Grégoire Leclercq qui, tout en regrettant la complexité qui va naître de ces aménagements, est soulagé que le régime soit sauvé . Il publie un second livre blanc sur le régime. En janvier 2016, il attribue à la réforme Pinel-ACTPE les très mauvais chiffres de la création en 2015 et demande un retour en arrière, soutenu par Emmanuel Macron.

### Prises de positions diverses
Il poursuit alors son travail de promotion du régime à de multiples reprises.
Il est régulièrement consulté sur la fiscalité locale des entreprises individuelles, en particulier sur la Cotisation foncière des entreprises qui dès 2010 "mettrait en péril 300 000 auto-entrepreneurs" d'après lui. Ses efforts pour en faire modifier le mode de calcul en pourcentage du chiffre d'affaires ont toujours été vains.
Il est notamment intervenu auprès de Nicolas Sarkozy à la suite d'une prise de parole sur l'autoentrepreneur et le « caillou dans sa chaussure ». Il lui propose "de se pencher sur l'ouverture de la simplicité du régime d'auto entrepreneur à d'autres régimes et statuts, plutôt qu'étendre la complexification et les réglementations".  
Il s'oppose aussi à la gestion désordonnée de la CIPAV épinglée par un rapport de la Cour des Comptes du 10 février 2014, et dans lequel la cour reproche à la caisse de délaisser les droits des auto-entrepreneurs, entre autres. Un débat identique naît autour du RSI et de son rapprochement avec la Sécurité Sociale, qu'il propose.
Il s'oppose au monopole des chambres de métiers dans la mise en œuvre du Stage Préalable à l'Installation, qu'il juge "mal adapté, trop long et trop cher" et remet en cause le choc de complexification de la réforme. Il obtient gain de cause dans la Loi PACTE en 2019.
Il est auditionné par le CNNum sur le rapport "Travail, emploi, numérique : les nouvelles trajectoires", à l'occasion de quoi il demande une protection effective des travailleurs indépendants mais économiquement dépendants, une redéfinition du lien de subordination et des obligations des donneurs d'ordre en matière de protection sociale,,.
En 2024, il plaide pour une ouverture et un meilleur encadrement du recours aux indépendants dans les métiers en tension, notamment à l'occasion des JO de Paris. La même année, il tire le bilan de 15 années du régime de l'autoentreprise en appelant à consolider encore les droits sociaux des affiliés.

### Ubérisation et économie collaborative
Il cofonde en septembre 2015 avec Denis Jacquet l'Observatoire de l'Ubérisation, dans le but de mieux définir le phénomène, de l'analyser et de faire des propositions sur les sujets du droit social, de la fiscalité et du dialogue social. L'observatoire est animé par un comité de pilotage de 26 personnes. Ses prises de paroles nombreuses défendent ce modèle comme "une opportunité à réguler",, car destructrice d'emplois mais créatrice de croissance. D'après lui, l’ubérisation va petit à petit modifier notre relation au travail, notre modèle social, nos réflexes juridiques : loin des modèles 100 % salariaux, ce modèle appuie l’indépendance, la liberté de travailler, l'adaptation des modèles du passé, y compris politiques pour les transformer en systèmes collaboratifs, qualitatifs et économiques. Il réalise un tour de France en 2016 sur le sujet, intervenant en conférence dans les CCI, les salons, les colloques, les clubs d'entrepreneurs, ou dans la Presse internationale,.
Il est auditionné au Conseil d'État, chez France Stratégie et dans le cadre du rapport de l'IGAS sur les plateformes collaboratives.
Il est reçu avec 12 start-up collaboratives le 10 juin 2016 par Myriam el Khomri pour finaliser des propositions sur la responsabilité sociale des plateformes dans le cadre de la Loi Travail. Il plaide pour un rapprochement entre l'ESS et la French Tech sur ces sujets. Il reçoit la 2e mention d'honneur du Prix Turgot 2017 pour son ouvrage sur l'ubérisation.
En 2020 et 2021, il contribue au Rapport FROUIN, et s'oppose à une logique de "tout salariat" qui "nuirait aux plus petites plateformes". Il y défend la notion de "précompte des cotisations" par les plateformes, précompte finalement adopté par le gouvernement en 2023 pour une mise en œuvre en 2026. Il met en garde contre les effets du projet de directive européenne sur les travailleurs de plateforme.

### Crise COVID
Il mène avec la FNAE un travail d'accompagnement des travailleurs indépendants sous le régime de la microentreprise pendant le confinement et se bat en particulier pour que les fonds de soutien soient maintenus en automne 2020. L'observatoire de la relance mène 7 enquêtes de conjonctures entre mars 2020 et février 2021 pour apporter des données fiables sur le sujet au gouvernement et aux instances de protection sociale, en particulier au Haut Conseil pour le financement de la protection sociale (HCFIPS). Il pointe avec la FNAE les difficultés rencontrées par la mise en œuvre du fonds de solidarité, et fait en parallèle le constat que la reprise est lente, car "pour que les toutes petites entreprises se remettent en marche, il faut que les plus grandes se stabilisent".
Il met en garde sur la création d'entreprise, particulièrement dynamique en pleine crise, notamment sur la durabilité des structures qui émergent dans ces conditions très particulières.

### Engagement sur la réforme de la TVA
En 2025, Grégoire Leclercq s’oppose activement à la baisse des seuils de franchise en base de TVA actée dans le cadre du PLF 2026. Il dénonce une réforme précipitée, aux effets délétères pour les micro-entrepreneurs : alourdissement des obligations déclaratives, perte de compétitivité et risque de fraude ou de désaffiliation du régime. Il interpelle les pouvoirs publics via communiqués, manifestations, tribunes et auditions parlementaires, appelant à une abrogation de cette réforme. Son action permet de lancer une concertation à Bercy, qui aboutit sur une première suspension jusqu'à fin juin 2025, puis une seconde jusqu'au 31 décembre 2025.

### Publications
- Livre Blanc de l’auto-entrepreneur : 12 mesures à prendre en 2012, 19 janvier 2012
- Loi Pinel sur l'auto-entrepreneuriat : un an après, le bilan, 18 juin 2015[65]
- Grégoire Leclercq, L'auto-entrepreneur pour les Nuls, Editis, coll. « Pour les Nuls / Pour les Nuls Business/Droit/Management », 2015 (1re éd. 2010), 320 p. (ISBN 978-2-7540-5927-5, 978-2-7540-8015-6 et 2-7540-5927-X)
- Grégoire Leclercq, Sylvaine Castellano, Adnane Maâlaoui, L'autoentrepreneur dans tous ses états : Une approche transdisciplinaire, Éditions L'Harmattan, 1er juillet 2013 - 220 p.  (ISBN 2343010064)
- En collaboration avec G9+ et Luc Bretones, 100 idées pour une France numérique, DIATEINO, 8 septembre 2016  (ISBN 9782354562427)
- Denis Jacquet et Grégoire Leclercq, Ubérisation - Un ennemi qui vous veut du bien ?, Dunod, 12 octobre 2016  (ISBN 9782100754540)
- Grégoire Leclercq, Pour un renouveau du travail indépendant : guide pratique à l'usage des candidats à la présidentielle, #HappyAE2017, Orcemont, FEDAE, 2017, 24 p. (ISBN 978-2-9559787-0-2, EAN 9782955978702, lire en ligne)
- Grégoire Leclercq, Le petit livre de l'auto-entrepreneur, Paris/impr. en Italie, Editis, coll. « Petit livre de », 2019, 160 p. (ISBN 978-2-412-04290-8 et 2-412-04290-X, EAN 978-2412042908)
- Grégoire Leclercq, Devenir auto-entrepreneur, Paris/impr. en Italie, Editis, 2020, 395 p. (ISBN 978-2-412-059678)
- En collaboration avec Gulsen Yildirim et Alain Rivet, Les difficultés des petites entreprises : Regards croisés Droit et Gestion, Paris/14-Condé-sur-Noireau, L'Harmattan, 2020, 182 p. (ISBN 978-2343199252, lire en ligne), p. 139